# Hans Wolfgang Reinhard
Hans Wolfgang Reinhard (* 11. Dezember 1888 in Hohenstein-Ernstthal; † 6. Oktober 1950 in Karlsruhe) war ein deutscher General der Infanterie im Zweiten Weltkrieg.

## Leben
Reinhard besuchte von 1895 bis 1908 die Bürgerschule und das Gymnasium in Zwickau. Im März 1908 trat er als Fahnenjunker in die Sächsische Armee ein. Ende 1909 wurde er im 8. Infanterie-Regiment „Prinz Johann Georg“ Nr. 107 zum Leutnant befördert und war dort zeitweise Bataillonsadjutant. Während des Ersten Weltkriegs nahm er an den Kämpfen an der Westfront teil. Für sein Wirken in der Herbstschlacht im Artois wurde Reinhard am 20. Oktober 1915 als Oberleutnant und Kompanieführer im 16. Infanterie-Regiment Nr. 182 mit dem Ritterkreuz des Militär-St.-Heinrichs-Ordens beliehen. Ausgezeichnet mit beiden Klassen des Eisernen Kreuzes, dem Verwundetenabzeichen in Schwarz sowie dem Ritterkreuz II. Klasse des Zivilverdienstorden mit Schwertern und dem Ritterkreuz I. Klasse des Albrechts-Ordens mit Schwertern und Krone beendete Reinhard den Krieg als Hauptmann.
Nach Kriegsende war er u. a. von März bis Oktober 1919 im Stab der 24. Infanterie-Division und anschließend im Stab der Reichswehr-Brigade 19. Im Oktober 1920 folgte seine Zuordnung zum Reichswehr-Infanterie-Regiment 37 mit der gleichzeitigen Verwendung als Artillerie-Führer 19 (Chemnitz). Anfang 1921 wechselte er in die Reichswehr und wurde dort anfangs als Kompaniechef und später ab Oktober 1921 als Bataillonskommandeur im 11. Infanterie-Regiment in Leipzig verwendet. Von Oktober 1927 an war er für vier Jahre im Stab der 4. Division in Dresden.
Dann folgte seine erneute Verwendung im 11. (Sächsisches) Infanterie-Regiment. Im Juli 1934, ab April 1934 als Kommandeur des neu aufgestellten 11. Infanterie-Regiments (später als Infanterie-Regiment Leipzig und Infanterie-Regiment 11 unter seinem Kommando weitergeführt), wurde er zum Oberst befördert. Im November 1937 folgte seine Ernennung zum Generalmajor und er diente fortan als Kommandeur des Luftgaus IV (Berlin/Dresden). Ab Oktober 1938 war er Infanterie-Kommandeur 26 und erhielt ab Ende November 1938 die Führung der 35. Infanterie-Division. Zu Beginn des Zweiten Weltkrieges im September 1939 führte er seine Division am Oberrhein und wurde im Oktober 1939 zum Generalleutnant befördert. Es folgte im Mai/Juni 1940 der Divisionseinsatz beim Westfeldzug im Rahmen der 12. Armee.
Am 1. November 1940 wurde er zum General der Infanterie befördert und erhielt am 25. des gleichen Monats das Kommando über das neu aufgestellte LI. Armeekorps, mit dem er im April 1941 im Rahmen der 2. Armee am Balkanfeldzug teilnahm. Während der Operation Barbarossa wurde sein Generalkommando erst Mitte Juli 1941 der 6. Armee zugeführt, seine Truppen kämpften vor Malin, am Teterew-Abschnitt und bildeten Anfang September während des Angriffes auf Kiew einen Dnjepr-Brückenkopf bei Gornostaipol. Am 22. September 1941 wurde er mit dem Ritterkreuz des Eisernen Kreuzes ausgezeichnet. Im Frühjahr 1942 führte er das LI. A.K. während der Schlacht bei Charkow. Von Juni 1942 bis Dezember 1944 übernahm er die Führung des LXXXVIII. Armeekorps in den Niederlanden. Die mit der Rückzugsbewegung der deutschen Truppen einhergehenden großangelegten Plünderungen kommentierte Reinhard folgendermaßen:
„Wenn die Feindlage zur Räumung von Gebieten zwingt, ist noch immer die Möglichkeit gegeben, die für die Kampfführung, Ernährung und Bekleidung der Truppen wichtigen, geringen Bestände der Zivilbevölkerung zu entnehmen.“
Aufgrund des harten Winters 1944/45 hatte solch eine Aussage dann keinerlei Wirkung auf die Truppe. Im September 1944 war Reinhard mit dem Armeekorps in der Operation Market Garden involviert. Sein Nachfolger wurde der Generalleutnant Eugen Felix Schwalbe. 
Anschließend war er für zwei Monate u. a. Befehlshaber des Wehrkreises IV. Die Luftangriffe auf Dresden führten in seinem Befehlsbereich zu erheblichen Spannungen. Im Zuge des nicht erwartungsgemäß verlaufenden Wiederaufbaus wurde der Stadtkommandant, Generalleutnant Karl Mehnert, seiner Position enthoben und direkt Reinhard unterstellt. Am 10. April 1945 reichte Reinhard aus Protest gegen die Einmischung Martin Mutschmanns in militärische Angelegenheiten seinen Rücktritt ein. Bis Kriegsende erhielt er keinen Posten mehr und soll anschließend in Kriegsgefangenschaft gegangen sein.